# Römische Bautechnik

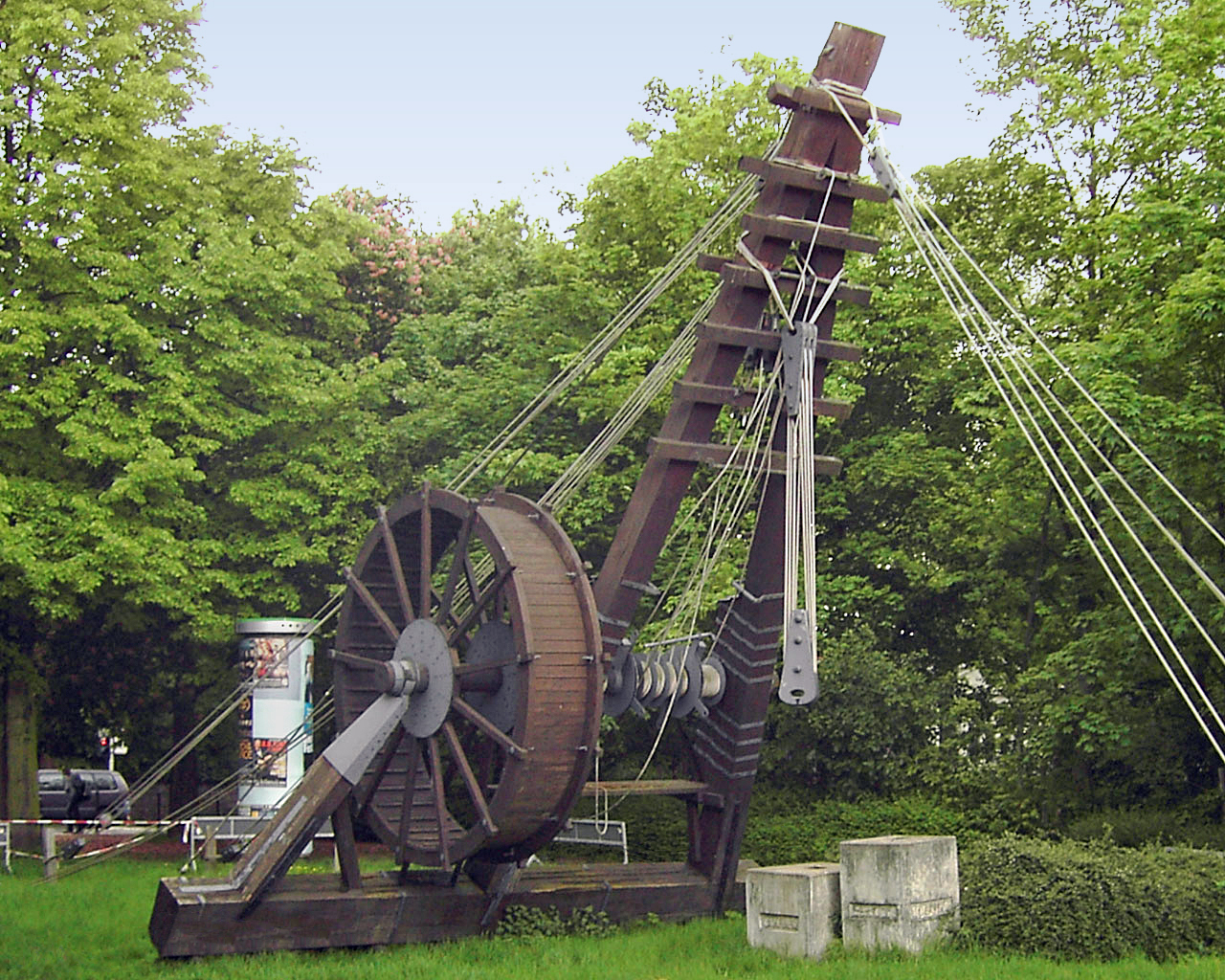
Rekonstruktion eines römischen Krans in Bonn

Die technischen und organisatorischen Belange in der römischen Bautechnik im römischen Reich gehen in ihren Wurzeln auf die hellenistischen Erkenntnisse zurück. Der römische Offizier Vitruv beschreibt in seinem Werk De architectura libri decem (22 v. Chr.) die von den Griechen übernommenen Techniken und mathematischen Grundlagen. Auch das Prinzip der Trennung in den planenden (ratiocinatio) und den ausführenden Teil (fabrica) wird beschrieben. Dabei betont er, dass die Ausführung der Arbeiten nur von speziell ausgebildeten Technikern durchgeführt werden kann, während die Konzeption aber für „alle wissenschaftlich Gebildeten“ zugänglich ist. Diese Teilung ist wohl die Grundlage für die heute noch übliche Trennung in Architekt und Baumeister.
Aus dem Jahr 150 n. Chr. ist die erste „Bauordnung“ überliefert. Damals wurden Vorschriften erlassen, die unter anderem die Mindeststärke von Mauern und die zulässige Höhe von Wohngebäuden regelten.

## Technische Elemente
Im Hochbau wurden viele technische und statische Elemente von den Griechen übernommen, etwa die gewölbte Bauweise von Brückenbogen und Kuppeln. Um immer größere und stabilere Formen zu erhalten, wurden diese verfeinert, z. B. durch Erfindung der Kreuzgratgewölbe oder durch Verwendung besonders leichter Hohlziegel im oberen Bereich von Kuppeln.
Zur Verbindung der Bauteile aus Stein wurden verschiedene Mörtelarten eingesetzt, welche durch die Verwendung von Dübeln unterstützt wurden. Ab dem 2. Jahrhundert v. Chr. wurde mit dem opus caementicium eine Art Beton als tragender Baustoff eingesetzt. Ab dem Jahr 79 v. Chr. gibt es Nachweise über die ersten gebrannten Ziegel, wobei diese Technik wiederum von den Griechen übernommen wurde. Als Estrich wurde opus signinum verwendet, dem meist Ziegelkleinschlag beigemischt wurde.
Daneben gab es auch Holzbauwerke, vor allem im Norden (Germanien, Gallien), die heute natürlich nicht mehr erhalten sind. Nachgewiesen ist unter anderem eine große Rheinbrücke aus Holz (vermutlich zwischen Andernach und Koblenz) in der Zeit der Invasion Germaniens unter Caesar (55 v. Chr.).
Im Wohnungsbau gelang Gaius Sergius Orata um 80 v. Chr. eine wesentliche Komfortverbesserung, indem er erstmals erfolgreich eine von den Kretern übernommene Idee umsetzen konnte: Die Fußbodenheizung (hypocaustum). Dafür wurde warme Luft in Hohlräume unter dem Fußboden und später auch in die Wände geleitet. Diese Technik wurde später auch in römischen Bädern und in den großen kaiserlichen Thermen eingesetzt.
Auch die Wasserspülung in Toiletten war dem Römer bekannt; in öffentlichen Anlagen und in den Villen der reichen Patrizier war sie weit verbreitet.
Die Wasserleitungen, welche oft über viele Kilometer Quellwasser in die besiedelten Gebiete transportierten, wurden teilweise in Form von Gräben ausgeführt, teilweise aber auch über oft sehr große Aquädukte und Hochtrassen geführt. Gräben wurden entweder mit Stein und mit Beton (in der Regel opus signinum) ausgekleidet (wobei auch bereits Holzschalungen eingesetzt wurden) oder sie wurden mit behauenen Steinen ausgemauert, um ein Versickern des Wassers zu verhindern. Außerdem wurde der Wasser führende Kanal mit großen Steinplatten gedeckt, um Verdunstung und Verstaubung minimal zu halten. Da die Römer für ihre Wasserleitungen keine Pumpen kannten, musste ein stetiges, möglichst gleichmäßiges Gefälle eingehalten werden. Daher weisen diese Wasserleitungen viele Windungen auf, um dem Gelände zu folgen; benötigen aber auch immer wieder Brücken, um Täler und Gräben überwinden zu können. Voraussetzung für die erfolgreiche Konstruktion einer Wasserleitung war eine exakte Höhenvermessung des Geländes entlang der geplanten Strecke. Vor allem zur Überwindung von Tälern war auch die Errichtung von Druckleitungen möglich, die nach dem Prinzip der kommunizierenden Gefäße funktionierten. Ein bekanntes Beispiel dafür ist die Wasserleitung von Aspendos (Türkei).

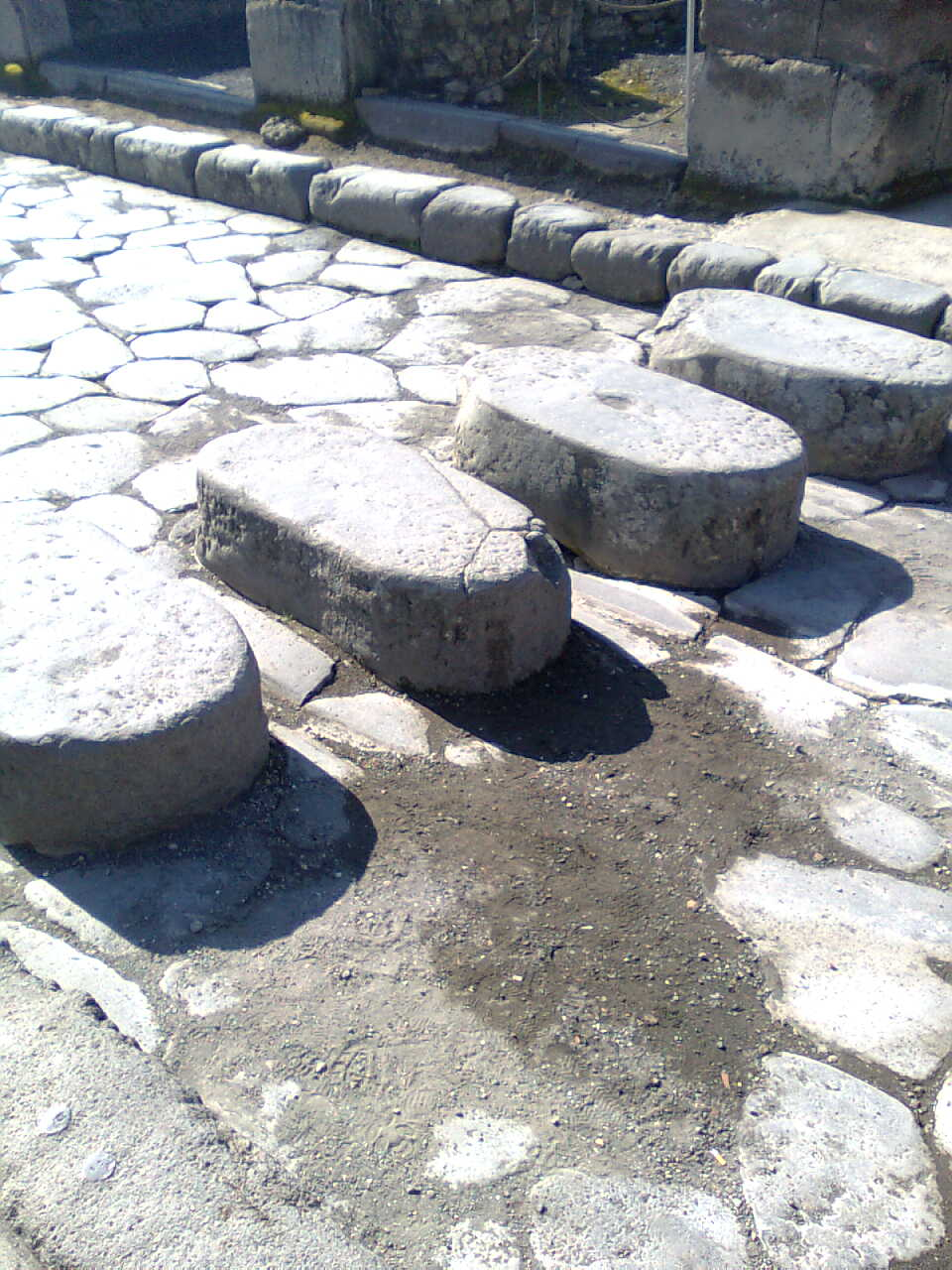
Fußgängerübergang in Pompeji

Im Straßenbau wurden im 5. und 4. Jahrhundert v. Chr. zunächst Kiesstraßen gebaut (Via Appia, Via Latina). Erst ab etwa 295 v. Chr. begann man, die Straßen zu pflastern, wobei man die Technik im Wesentlichen von den Etruskern übernahm. Auch die Via Appia erhielt in dieser Zeit ihr heute noch vorliegendes Aussehen und wurde zum Vorbild für den Straßenbau für die nächsten Jahrhunderte. Erst im 1. Jahrhundert n. Chr. ging man wieder vermehrt auf Kiesstraßen über, die durch die größere Laufruhe der Wagen für die Reisenden mehr Komfort boten. In dieser Zeit wurde auch begonnen, Straßenbrücken, Dämme, Einschnitte und sogar Tunnel zu bauen, um möglichst direkte Verbindungen zwischen den Orten zu erreichen.
Weiter ist zu erwähnen, dass die Römer, im Speziellen in den großen Städten wie Rom oder Pompeji, Fußgängerübergänge anlegten, damit man als Fußgänger besser von einer Straßenseite auf die andere gelangen konnte. Dieser wurde durch erhöhte Pflastersteine in Schrittlänge verwirklicht.
Das Fundament römischer Straßen bestand aus mehreren Schichten Lehm, Steinen, Kies und Sand. Den Abschluss bildete die eigentliche Oberfläche, die aus ca. 50 × 50 cm großen Steinplatten aus Basalt oder Lava bestand. Die Straße wurde häufig von einem „Bürgersteig“ aus Lehm, einem Erdwall für Verteidigungszwecke und einem Wassergraben zur Entwässerung begleitet. Außerdem befanden sich im Abstand von einer römischen Meile (ca. 1,48 km) Meilensteine, auf welchen die Entfernung zur nächsten Stadt sowie der Name des Erbauers angegeben war.
Von Sextus Julius Frontinus stammen vermutlich die ersten mathematisch fundierten Dokumentationen über den Verlauf von Wasserleitungen. In seinem Buch De aquaeductu urbis Romae beschreibt er die Erstellung von Lageplänen für die Leitungen, aus welchen die Lage von Aquädukten, deren Spannweiten und die gequerten Berghänge hervorgehen. Auch für die Straßen wurden Karten angefertigt, um den Überblick zu bewahren und die Verwaltung zu vereinfachen.
Der Mensor (= „Vermesser“) verwendete zur Vermessung unter anderem die Vermessungsinstrumente Groma (für die Absteckung rechter Winkel) und Chorobates (zum Nivellieren).

## Herausragende technische Bauwerke

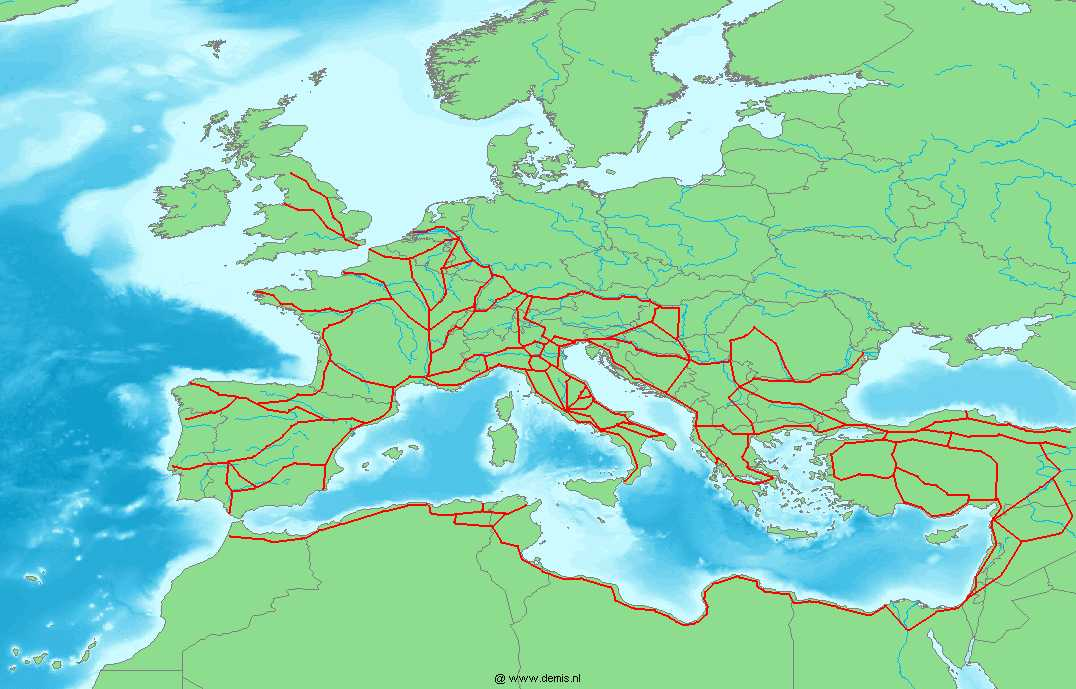
Netz der Hauptstraßen im Römischen Reich

- Zahlreiche Straßen (sogenannte Römerstraßen): Die erste römische Straße, die Via Latina wurde ab 334 v. Chr. erbaut. Zur Zeit der größten Ausdehnung umfasste das Netz der römischen Straßen ca. 80.000 km.
- Milvische Brücke nördlich von Rom (erbaut um 100 v. Chr.)
- Pons Fabricius in Rom (Tiberinsel) aus dem Jahr 62 v. Chr.
- Zahlreiche Wasserleitungen: Die erste (Aqua Appia) wurde ebenfalls unter Appius Claudius Caecus errichtet.

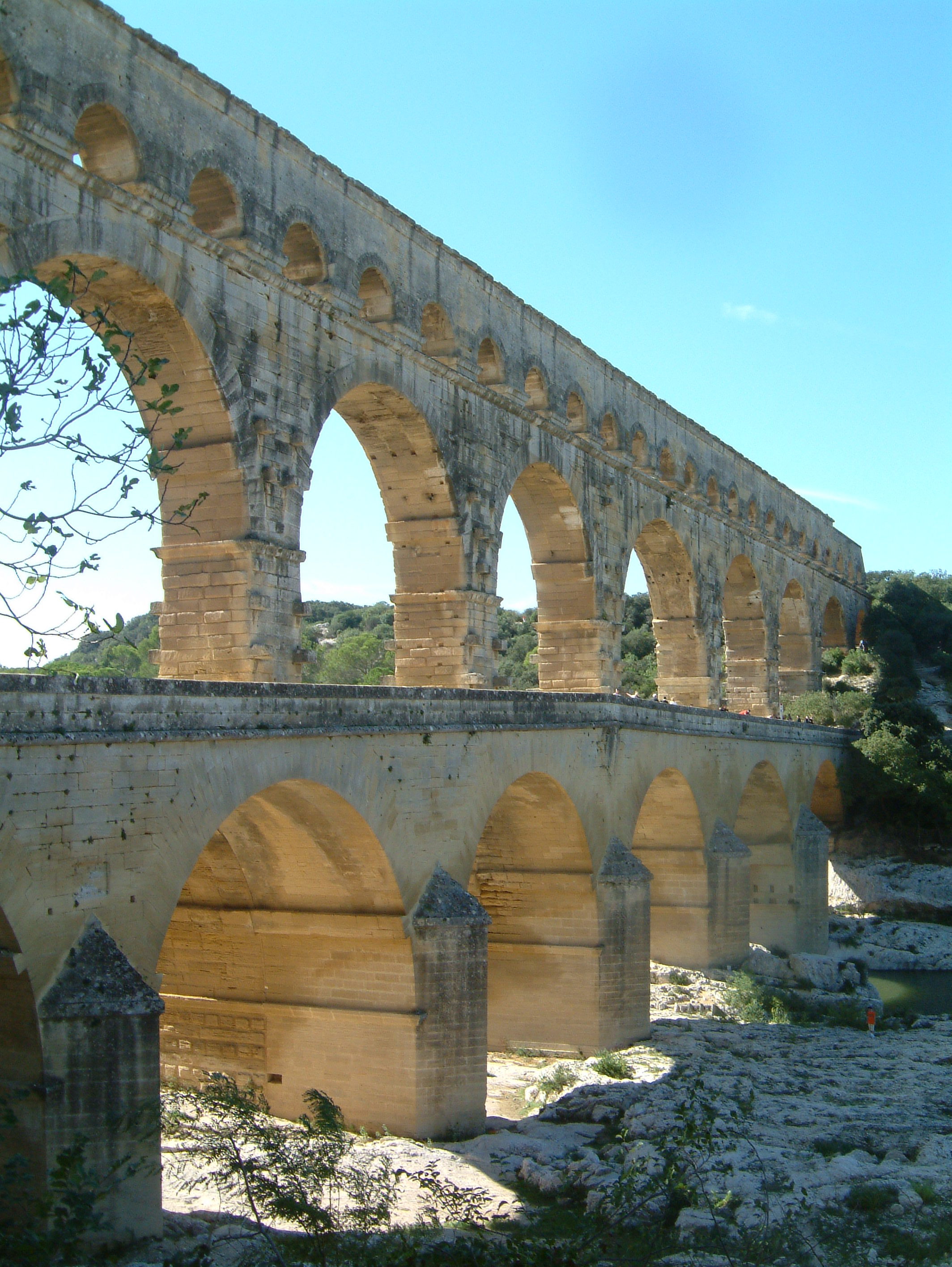
Pont du Gard

- Pont du Gard: mit 273 m Länge größtes Aquädukt nahe Nîmes in Frankreich, 19 v. Chr. erbaut
- Kanal vom Avernersee zum Tiber: Zu Neros Zeiten vom Baumeister Celer begonnen, jedoch wegen technischer Schwierigkeiten nicht vollendet.
- Donaubrücke bei Turnu Severin (Rumänien): Von Apollodorus von Damaskus, dem Hofarchitekten Kaiser Trajans in den Jahren 104–105 erbaut. Mit 1050 m war sie die längste Brücke der damaligen Zeit.
- Leuchtturm von A Coruña
- Kanal von Korinth: Unter Kaiser Nero wurde ältere Pläne wiederaufgenommen, die Meerenge von Korinth mit einem schiffbaren Kanal zu durchstechen. Nachdem man einen 3 km langen Graben ausgehoben hatte, wurde der Versuch allerdings wieder eingestellt, weil Nero seine Soldaten wieder für den Kriegsdienst benötigte.
- Eifelwasserleitung: 95,4 km lange Wasserleitung zur Versorgung der Stadt Köln[1]
- Caesars Rheinbrücke, 400 m lang, 55 v. Chr. durch Julius Caesar zwischen Andernach und Koblenz errichtet
- Cloaca Maxima in Rom: der Hauptkanal erreichte eine Breite von über 3 m und eine Höhe von 4 m, die Steinquader sind 2,5 m lang.
- Kolosseum in Rom: das berühmte Amphitheater.
- Pantheon in Rom: Bis 1873 größte, freitragende Betonkuppel (vgl. auch Opus caementitium).